# Линия B (Рим)
Линия B (итал. Linea B) — одна из линий Римского метрополитена (названа по второй букве итальянского алфавита). Она пересекает город с северо-востока на юго-запад и включает в себя 22 станции. Северные конечные — «Ребиббия» и «Йонио» (на линии организовано вилочное движение). Южная конечная — «Лаурентина» (расположена к востоку от EUR). Она обозначается синим цветом. Пересадка на Линию A на станции «Термини».

## Обзор
Линия начинает работу в 05:30 утра и заканчивает в 23:30. С 18 января 2008 в ночь с пятницы на субботу линия работает до 1:30. В день на линии Би совершается 377 поездок. Интервал движения поездов — 4,5 мин в часы пик, 6 мин в остальное время и до 10 мин при минимальном пассажиропотоке. Среднесуточная перевозка пассажиров на линии составляет 300 тыс. чел. В год линией пользуются 109,5 млн человек.

## История
Несмотря на своё название, линия является первой в Риме. Проектирование линии началось в 1930-х годах, когда фашистское правительство искало способ связать между собой вокзал Термини с новым районом на юге города, где планировалось строительство комплекса ко всемирной выставке, которая должна была пройти в городе в 1942 году, но не состоялась из-за вступления Италии во Вторую мировую войну. Работы были прерваны, но часть туннелей между станциями «Термини» и «Пирамиде» была закончена и использовалась в качестве бомбоубежищ.
Работы возобновились в 1948 году, одновременно с перестройкой бывшего выставочного комплекса в коммерческий квартал. Официальное открытие состоялось 9 февраля 1955 года, регулярное движение поездов началось на следующий день.
В 1990 году линия была продлена от «Термини» до станции «Ребиббия» на востоке города и была полностью модернизирована.

## Пересадки
| № | Пересадка на линию | Со станции | На станцию |
| - | ------------------ | ---------- | ---------- |
| 2 | Линия B            | Термини    | Термини    |